# Black Heaven
Black Heaven (яп. 課長王子, Качо Одзі, англ. Kachō-Ōji, неоф. укр. Офісний планктон Оззі) — аніме-серіал виробництва Pioneer Corporation, Pioneer LDC Inc., AIC та A.P.P.P., зрежисований Ясухіто Кікучі. Жанр — фантастика, комедія, пародія.
Серіал розповідає про учасників колишнього хеві-метал-гурту, який давно розпався, та їхню несподівану роль у війні між інопланетянами.

## Сюжет
Оззі Танака, чоловік середнього віку, має дружину, дитину та повсякденну роботу найманого працівника в Токіо. Але його життя не завжди було таким — 15 років тому він був відомий як «Gabriel», соло-гітарист хеві-метал гурту «Black Heaven», який проіснував недовго. Життя Оззі раптово змінюється, коли загадкова жінка пропонує йому взяти в руки гітару Gibson Flying V і знову продемонструвати свої легендарні навички гри на ній. Він навіть не підозрює, як це вплине на його сім'ю, на інших членів «Black Heaven», на війну між інопланетянами з таємничою зброєю та на долю Землі.

## Персонажі
- Оззі Танака (яп. 田中 王児, англ. Tanaka Ōji)

Сейю: Кодзі Ішії (японською); Бо Біллінгслі (англ.)
Колишній гітарист Black Heaven; влаштовується на роботу в офіс після розпаду гурту, щоб забезпечити свою сім'ю. Через роки він стикається з кризою середнього віку, замислюється, що пішло не так, поки Лейла Юкі не підходить до нього і просить зіграти для неї.
- Лейла (яп. レイラ, англ. Layla)

Сейю: Міхо Ямада (японською); Еліза Габріеллі (англ.)
Майор інопланетної армії; їй доручено вистежити Оззі та змусити його грати музику, щоб активувати потужну зброю. Знайшовши його, вона, по суті, грає роль агента, виконуючи роль посередника між групою та полковником Фомальгаутом, командувачем космічної армії.
- Йошіко Танака (яп. 田中 良子, англ. Yoshiko Tanaka)

Сейю: Кае Аракі (японською); Мішель Руфф (англ.)
Колишня учасниця Black Heaven, домогосподарка; вийшла заміж за Оззі, коли він дізнався, що вона вагітна. З жахом спостерігає, як Оззі повертається до свого колишнього рокерського життя, і підозрює, що у нього може бути роман із Лейлою.
- Ген Танака (яп. 田中 弦, англ. Tanaka Gen)

Сейю: Рікако Айкава (японською); Бріанна Сіддалл (англ.)
Син Оззі та Йошіко; захоплюється космічним телевізійним шоу, яке він дивиться щодня. Також підозрює, що Лейла — персонаж серіалу.
- Котоко (яп. コトコ, англ. Kotoko) Сейю: Ацуко Еномото (японською); Емілі Браун (англ.), Еріко (яп. エリコ, англ. Eriko) Сейю: Міва Янагіхара (японською); Шеррі Лінн (англ.) і Рінко (яп. リンコ, англ. Rinko) Сейю: Аяко Кавасумі (японською); Бембі Дарро (англ.): Дотепні підлеглі Лейли; працюють в одному офісі з Оззі та Лейлою, якій допомагають виконувати завдання. Їх ототожнюють з відповідними кольорами волосся – синім, фіолетовим і зеленим. Вони довіряють різним чуткам та часто неправильно тлумачать людські слова і поняття.

- Сато (яп. 佐藤, англ. Satou)

Сейю: Уеда Юдзі (японською); Том Фан (англ.)
У минулому Майкл з Black Heaven; грає на гітарі і є провідним вокалістом.
- Ямада (яп. 山田, англ. Yamada)

Сейю: Хіденарі Уґакі (японською); Джо Ромерса (англ.)
У минулому Люк з Black Heaven, грає на барабанах. Після розпаду гурту зайнявся бізнесом у сфері нерухомості.
- Сузукі (яп. 鈴木, англ. Suzuki)

Сейю: Рюдзо Ісіно (японською); Ден Лордж (англ.)
У минулому Рафаель з Black Heaven, грає на бас-гітарі. Після розпаду гурту відкрив продуктовий магазин.
- Ватанабе (яп. 渡辺, англ. Watanabe)

Сейю: Ацуші Годай (японською); Стів Блюм (англ.)
У минулому Джозеф з Black Heaven, грав на клавішних. Після розпаду гурту поїхав до Нью-Йорка, щоб спробувати пробитися в музичному бізнесі, але зустрів невдалий кінець через роздратованого лобстера та ображеного гангстера. Його останки були знайдені ворожими інопланетянами і використані для створення його клону/андроїда для боротьби з возз'єднаним Black Heaven.

## Список епізодів
За назви серій взяті пісні та альбоми різних рок-гуртів.
| №  | Назва                                       | Режисер                        | Сценарист                       | Дата виходу     |
| -- | ------------------------------------------- | ------------------------------ | ------------------------------- | --------------- |
| 1  | «Stairway to Heaven» (天国への階段)         | Масаші Абе                     | Нарухіса Аракава                | 8 липня 1999    |
| 2  | «All Night Long» (オールナイト・ロング)     | Кадзунарі Куме                 | Нарухіса Аракава                | 15 липня 1999   |
| 3  | «Hot House» (ホット・ハウス)                | Акіхіро Ідзумі Такуя Нонака    | Міцухіро Ямада                  | 22 липня 1999   |
| 4  | «Space Child» (スペース・チャイルド)        | Сусуму Ісідзакі Макото Бессьо  | Нарухіса Аракава                | 29 липня 1999   |
| 5  | «These Are the Days» (輝ける日々)           | Масаші Абе                     | Оноґі Хіросі                    | 5 серпня 1999   |
| 6  | «Walk Away» (ウォーク・アウェイ)            | Кадзунарі Куме                 | Міцухіро Ямада Нарухіса Аракава | 20 серпня 1999  |
| 7  | «In Need» (イン・ニード)                    | Сінтаро Іногава                | Нарухіса Аракава                | 26 серпня 1999  |
| 8  | «All Right Now» (オールライト・ナウ)        | Кацухіто Акіяма Макото Бессьо  | Оноґі Хіросі                    | 2 вересня 1999  |
| 9  | «Get Off of My Cloud» (ひとりぼっちの世界)  | Кацуюкі Кодера                 | Масахару Амія                   | 9 вересня 1999  |
| 10 | «Ten Years Ago» (幻の10年)                  | Кадзунарі Куме                 | Оноґі Хіросі                    | 16 вересня 1999 |
| 11 | «Sweet Emotion» (やりたい気持ち)            | Такаюкі Сімідзу                | Нарухіса Аракава                | 23 вересня 1999 |
| 12 | «Into the Arena» (イントゥー・ジ・アリーナ) | Такаші Кобаясі Кацухіто Акіяма | Оноґі Хіросі                    | 30 вересня 1999 |
| 13 | «The End» (ジ・エンド)                      | Кадзунарі Куме                 | Нарухіса Аракава                | 7 жовтня 1999   |